# Picketts attack

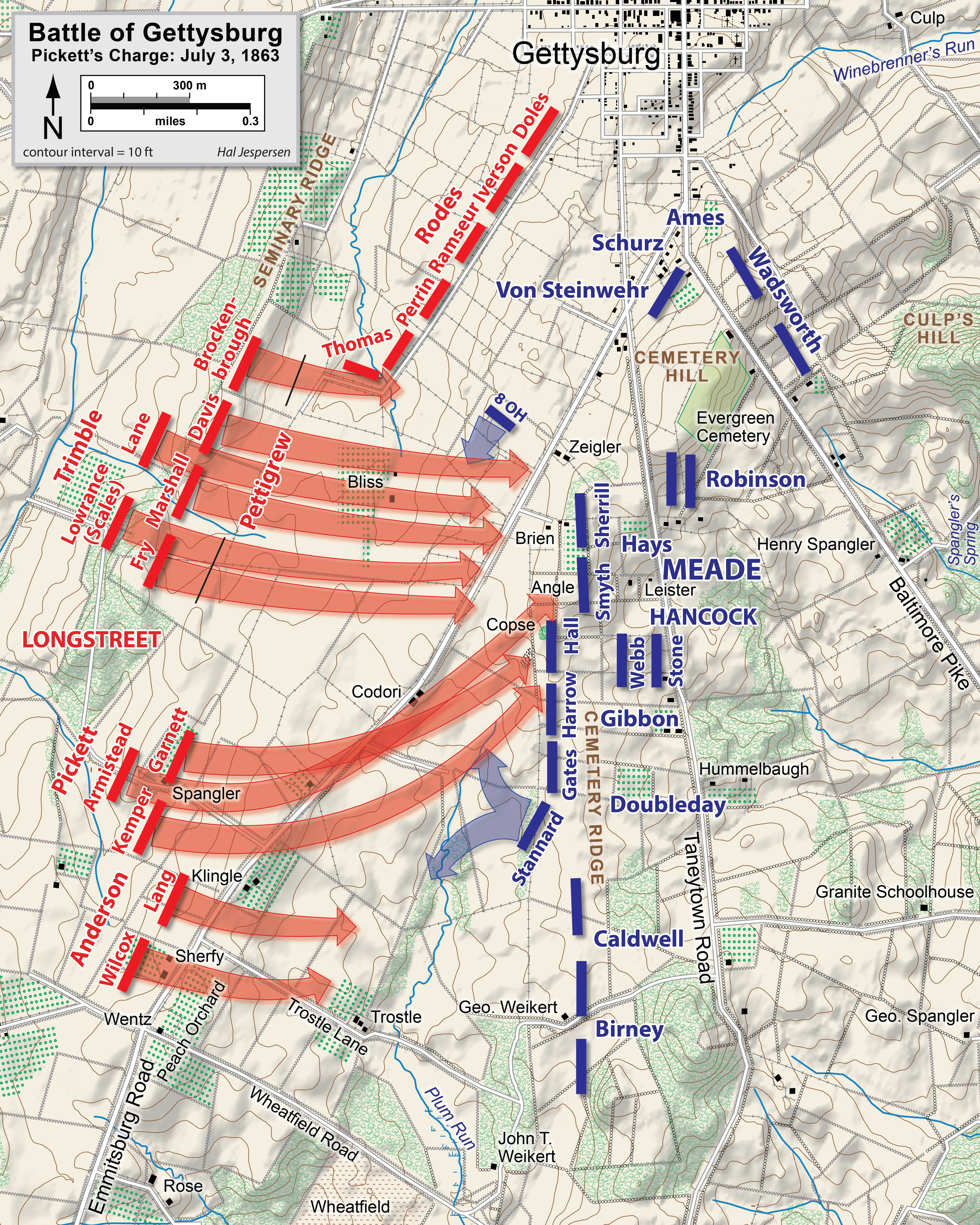
Karta som visar Pickets anfall.

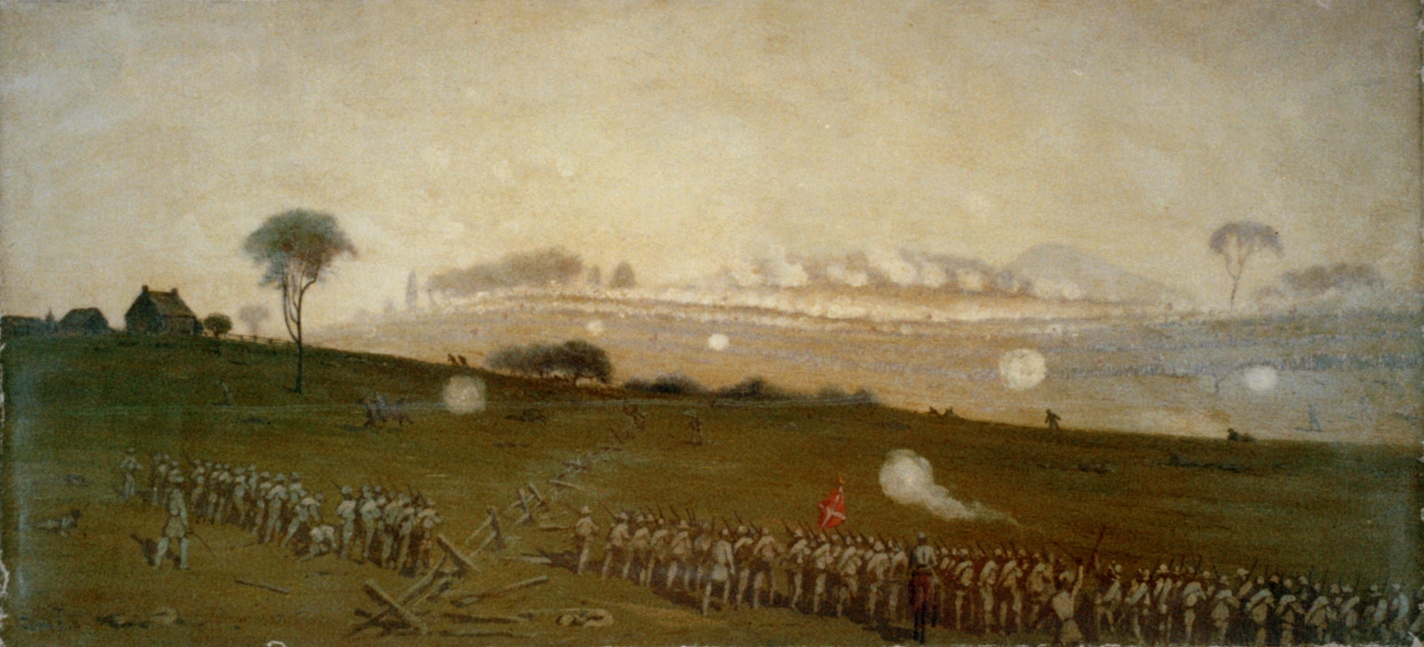
Picketts attack sedd från sydstatssidan.

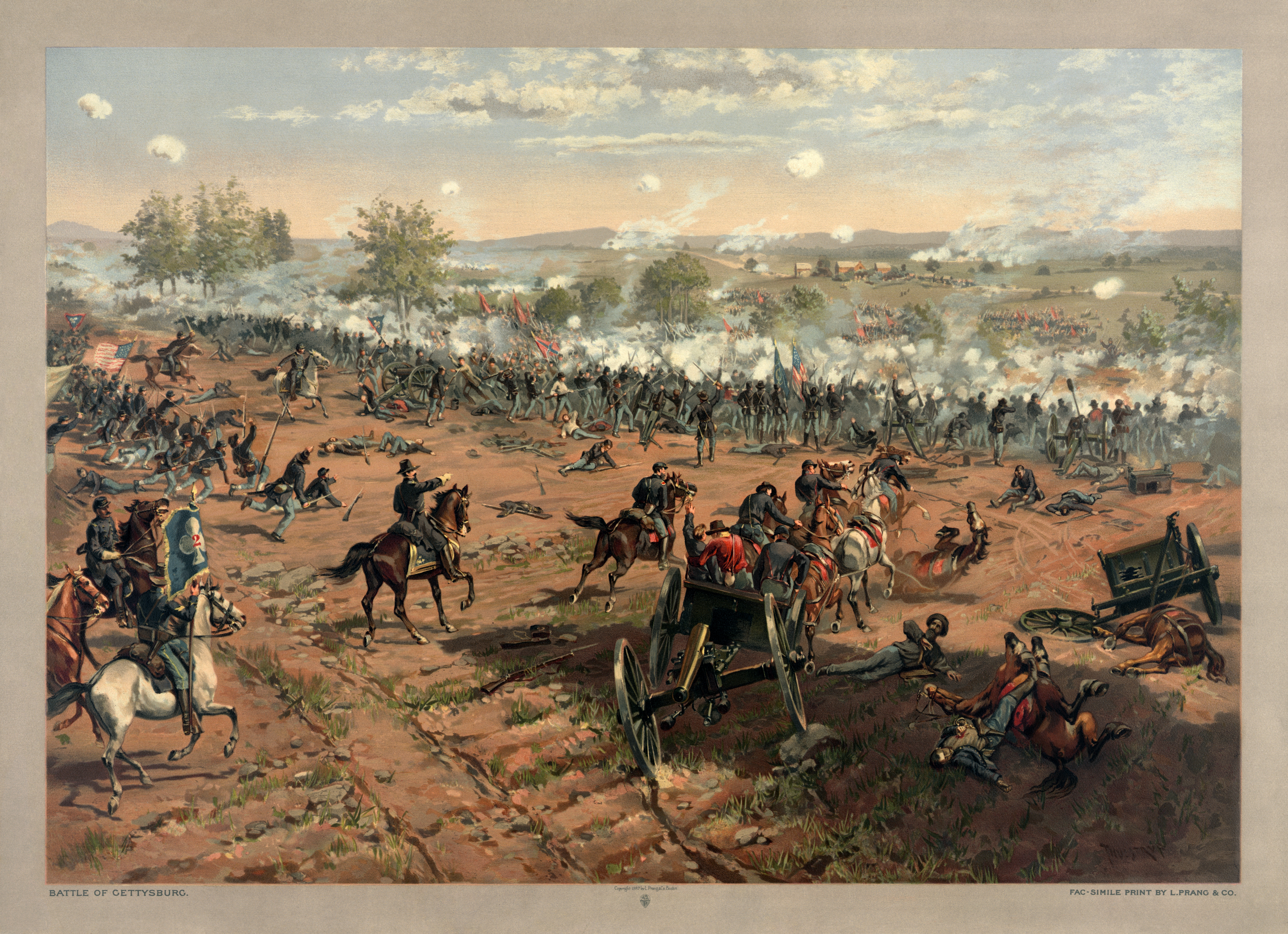
Picketts attack sedd från nordstatssidan.

Picketts attack var en berömd infanteriattack från konfederationens styrkor den 3 juli 1863, den sista dagen av slaget vid Gettysburg under amerikanska inbördeskriget. Attacken har fått sitt namn efter generalmajor George Pickett, en av de tre sydstatsgeneraler som utförde attacken under general James Longstreets ledning.

## Mål
Attacken beordrades av general Robert E. Lee och var riktad mot general George E. Meades centrala unionsstyrka vid Cemetery Ridge. General Longstreet, vars styrkor skulle utföra attacken, var emot den och försökte under natten övertala Lee, men utan framgång. Meade hade förespått vad Lee skulle göra, eftersom han dagen innan anfallit Meades båda flanker utan framgång, så Meade förstärkte sin centrala styrka före attacken. 

## Striden
Striden började klockan 13.00 när 138 kanoner bombarderade Cemetery Ridge i två timmar. När anfallet började marscherade cirka 15 000 man på öppen mark mot unionsstyrkans front. Under den 15 minuter långa uppmarschen var Picketts styrkor hela tiden utsatta för nordstatarnas artilleri. Efter att till en början ha pressat tillbaka Meades styrkor blev sydstatarna nära nog omslutna och led stora förluster.

## Betydelse
Picketts attack var konfederationens sista stora försök att ta initiativet i kriget. Förlusten avgjorde slaget vid Gettysburg och vände hela kriget. Därefter var sydstatarnas styrkor nära nog i konstant reträtt ända till krigsslutet två år senare.